# Ermengarde de Bade
La comtesse palatine welfe Ermengarde du Rhin ou Ermengarde de Bade (en allemand Irmengard bei Rhein ou Irmengard von Baden) – aussi connue comme Irmgard von Braunschweig – (* vers 1200; † 24 février 1260) est margravine de Bade-Bade par son mariage avec Hermann V de Bade-Bade. Elle apporte à l’union la ville de Pforzheim qui reste propriété de la Maison de Bade jusqu'en 1918.

## Biographie
Ermengarde est la fille aînée de Henri IV du Palatinat du Duché de Brunswick, appelé der Lange (le Long), et petite-fille de Henri XII de Bavière, et de sa première femme Agnès de Staufen.
Elle et son mari sont connus comme donateurs aux monastères et abbayes de Maulbronn, Tennenbach, Bad Herrenalb, Selz, Salem et du Stift Backnang (de). Ermengarde du Rhin est considérée comme la fondatrice, en 1245, de l'abbaye de Lichtenthal, une abbaye cicstercienne de moniales, à Lichtenthal près de Baden-Baden, qui devient ultérieurement le lieu de sépulture des margraves. Elle décide la construction à la mort de son mari en 1243 et quand la construction est achevée, elle se retire à l'abbaye. Cependant, elle avait fait des dépenses dépassant ses moyens au cours de la construction du monastère et a dû faire appel à ses fils pour financer la suite. En mars 1245 elle obtient certains biens et droits :
« 
Les frères Hermann et Rudolph, margraves de Bade, cèdent à leur mère Ermengarde qui avait commencé à construire un couvent de femmes pour le salut de son défunt mari, le margrave Hermann de Bade, et pour la rémission de ses péchés à Beuren, près de Baden, mais qui n'avait pas les moyens suffisants pour le faire eu le droit de patronage des églises de Ettlingen et Baden-Baden, leurs dîmes à Iffezheim les villages de Winden près de Sinzheim et de Beuren avec tous les accessoires, deux fermes à Oos près de Baden-Baden, une autre à Eberstein (de) et douze livres en monnaie de Strasbourg provenant de leurs rentes à Seltz.
 »
— source Generallandesarchiv Karlsruhe (de).
Les deux frères donnent en fait plus qu'il ne leur appartient, car deux parts des dîmes avaient déjà été cédées à Ludwig von Liebenzell (en) ; il en résulta de longues disputes. Ces divers dons sont remis à l'abbaye comme première dotation.
En 1248, Ermengarde fait transporter le corps de son mari du Stift Backnang (de) à l'abbaye de Lichtenthal, où elle sera inhumée à son tour. Dans les années 1340, un tombeau monumental à son effigie est réalisé par le sculpteur Woelflin de Rouffach.

## Enfants
Ermengarde se marie avec Hermann V de Bade-Bade vers 1217. Du mariage sont issus les enfants suivants :
- Hermann, futur Hermann VI de Bade-Bade (* vers 1225; † 4 octobre 1250); futur margrave régnant ;
- Rodolphe, futur Rodolphe Ier de Bade-Bade (* vers 1230; † 19 novembre 1288); futur margrave régnant ;
- Mathilde ou Mechthild von Baden (de) († 1259) ∞ (4 avril 1251) comte Ulrich Ier de Wurtemberg (* vers 1222; † 25 février 1265), connu sous l’appellation « Ulrich der Stifter »” ou “« Ulrich mit dem Daumen » ;
- Elisabeth :

1. ∞ comte Eberhard de Eberstein,
2. ∞ Louis II de Lichtenberg.